# کوی قره‌باغی‌ها
کوی قره‌باغی‌ها (به ترکی آذربایجانی: قره‌باغلی‌لار محله‌سی) یکی از محله‌های قدیمی تبریز است که در خیابان منصور (شهید بهشتی) واقع شده‌است. در گذشته، این محله، محل سکونت چند خانواده بود که اجدادشان از قره‌باغ قفقاز (جمهوری آذربایجان) پس از شکست ارتش ایران از ارتش روسیه و امضای عهدنامه ترکمانچای در سال ۱۲۴۳ قمری (۱۸۲۸ میلادی) به تبریز مهاجرت کرده و در این محله ساکن شدند.

## پیشینه
گویند این قسمت از تبریز، باغ بزرگی بود که جمعیت چندانی نداشت و با استقرار خانواده قره‌باغی‌ها، این محله به نام خانواده مزبور نامگذاری و معروف شد. در مورد مهاجرت قره‌باغی‌ها به تبریز، ارتشبد عباس قره‌باغی آخرین رئیس ستاد کل ارتش شاه در خاطرات خود می‌نویسد: «... اجداد ما در حدود ۱۷۵ سال پیش از قره باغ قفقاز آذربایجان به تبریز کوچ کردند. ایشان به علت عشق و علاقه به وطن، بعد از جنگ ایران و روس در سال ۱۲۰۷ شمسی یا ۱۲۴۳ هجری قمری و شکست ایرانیان و اشغال قفقاز توسط روس‌ها از قره‌باغ به آذربایجان ایران کوچ کرده و در تبریز و در کوچه‌ای که به نام قره‌باغی‌ها معروف است سکنی گزیدند. من در سال ۱۲۹۷ شمسی، در همین خانه از خانه‌های کوچهٔ قره‌باغی‌ها دیده به جهان گشودم.»
از اقوام و دودمان ارتشبد قره‌باغی که ۱۷۵ سال پیش به تبریز آمده و در این کوی ساکن شدند، می‌توان از حاج کریم، حاج اسکندر، حاج محرم و حاج علی‌اصغر قره‌باغی نام برد که ساکن این محل شده و در تبریز این کوی و محله را به وجود آوردند. خانوادهٔ قره‌باغی مسجدی به نام مسجد قره‌باغی‌ها ساختند که امروزه از مساجد معروف تبریز می‌باشد و در کنار آن گرمابه‌ای به نام حمام خان (خان حامامی) احداث نمودند.
در سال ۱۳۰۴ خورشیدی که به دستور رضاشاه اداره سجل و احوال و ثبت احوال تأسیس شد و مقرر گردید همه شناسنامه دریافت کرده و برای خود نام خانوادگی انتخاب کنند، چون تعدادی از افراد خانواده قره‌باغی‌ها به تجارت و داد و ستد قالی گوراوان از حومه شهرستان هریس اشتغال داشتند به نام «گوراوانچی» معروف شدند.